# Glaciares en Marte

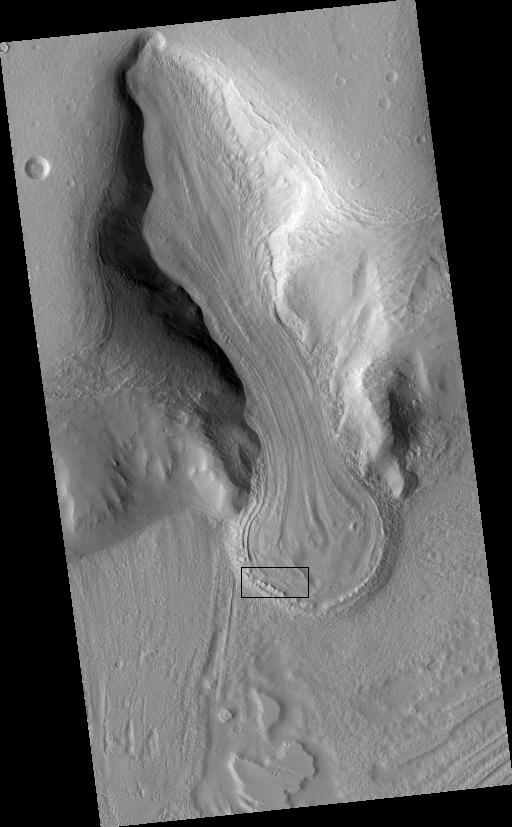
Glaciar marciano visto por HiRISE. El glaciar desciende por el valle y luego se extiende por la llanura. La evidencia de flujo proviene de las muchas líneas en la superficie. Las crestas que bordean el final del glaciar son probablemente morrenas. La ubicación es en Protonilus Mensae en el cuadrángulo de Ismenius Lacus.

Se cree que los glaciares en el planeta Marte, definidos vagamente como parches de hielo que fluye actualmente o recientemente, están presentes en áreas grandes pero restringidas de la superficie marciana moderna, y se infiere que en el pasado se distribuyeron más ampliamente. Las características convexas lobuladas en la superficie conocidas como características de flujo viscoso y los derrubios frontales lobulados, que muestran las características del fluido no newtoniano, ahora se consideran casi unánimemente como verdaderos glaciares.
Sin embargo, una variedad de otras características en la superficie también se han interpretado como directamente relacionadas con el hielo que fluye, como el terreno agrietado, relleno de valle alineado, relleno de cráter concéntrico, y crestas arqueadas. También se cree que una variedad de texturas superficiales vistas en imágenes de latitudes medias y regiones polares están relacionadas con la sublimación del hielo glacial.
Hoy en día, las características interpretadas como glaciares están restringidas en gran medida a latitudes hacia el polo de alrededor de 30° de latitud. Concentraciones particulares se encuentran en el cuadrángulo de Ismenius Lacus. Según los modelos actuales de la atmósfera marciana, el hielo no debería ser estable si se expone en la superficie en las latitudes medias de Marte. Por lo tanto, se cree que la mayoría de los glaciares deben cubrirse con una capa de escombros o polvo que impide la libre transferencia de vapor de agua desde el hielo sublimado al aire.  Esto también sugiere que en el pasado geológico reciente, el clima de Marte debió ser diferente para permitir que los glaciares crecieran de manera estable en estas latitudes. Esto proporciona una buena evidencia independiente de que la oblicuidad de Marte ha cambiado significativamente en el pasado, como lo indica de forma independiente el modelado de la órbita de Marte. La evidencia de glaciaciones pasadas también aparece en los picos de varios volcanes marcianos en los trópicos..
Al igual que los glaciares de la Tierra, los glaciares de Marte no son hielo de agua pura. Se cree que muchos contienen proporciones sustanciales de escombros, y un número sustancial probablemente se describa mejor como glaciares de roca. Durante muchos años, en gran parte debido a la inestabilidad modelada del hielo de agua en las latitudes medias donde se concentraron las supuestas características glaciales, se argumentó que casi todos los glaciares eran glaciares de roca en Marte. Sin embargo, recientes observaciones directas realizadas por el instrumento de radar SHARAD en el satélite Mars Reconnaissance Orbiter han confirmado que al menos algunas características son hielo relativamente puro y, por lo tanto, verdaderos glaciares. Algunos autores también han afirmado que se han formado glaciares de dióxido de carbono sólido en Marte bajo ciertas condiciones poco comunes.
Algunos paisajes parecen glaciares saliendo de los valles montañosos de la Tierra. Algunos parecen tener un centro ahuecado, pareciendo un glaciar después de que casi todo el hielo haya desaparecido. Lo que queda son las morrenas, la tierra y los escombros arrastrados por el glaciar. Estos supuestos glaciares alpinos han sido llamados formas similares a glaciares (GLF) o flujos similares a glaciares (GLF). Las formas similares a los glaciares son un término posterior y quizás más preciso porque no podemos estar seguros de que la estructura se esté moviendo actualmente. Otro término más general que a veces se ve en la literatura es características de flujo viscoso (VFF).